# (464434) 2016 BN34
(464434) 2016 BN34 es un asteroide perteneciente al cinturón de asteroides, descubierto el 25 de enero de 2007 por el equipo Spacewatch desde el Observatorio Nacional de Kitt Peak (Arizona, Estados Unidos).